# Vestido rosa de Marilyn Monroe
Marilyn Monroe usou um vestido rosa choque no filme de 1953 Os Homens Preferem as Loiras, dirigido por Howard Hawks. O vestido foi criado pelo figurinista William Travilla, e foi usado em uma das cenas mais famosas do filme, que posteriormente tornou-se assunto de inúmeras imitações, notoriamente a feita por Madonna no videoclipe de sua canção "Material Girl".

## História
Quando o figurinista William Travilla, conhecido simplesmente como Travilla, começou a trabalhar com Marilyn Monroe, ele já havia ganho um Oscar por seu trabalho em As Aventuras de Don Juan, em 1948. Travilla desenhou os figurinos da atriz em oito filmes, e posteriormente afirmou ter tido um breve caso com a Marilyn. Em 1953, Travilla desenhou os figurinos de Os Homens Preferem as Loiras, incluindo o vestido rosa choque usado por Monroe no papel da personagem de Lorelei Lee na famosa seqüência em que a atriz canta a canção "Diamonds Are a Girl's Best Friend", cuja coreografia contava com vários pretendentes em traje de gala.
O vestido foi leiloado em 11 de junho de 2010, com um preço estimado entre US$ 150.000 e US$ 250.000, e descrito como "o figurino cinematográfico mais importante já leiloado".  No final, o vestido foi vendido por US$ 310.000. No entanto, de acordo com algumas pessoas, o vestido vendido no leilão não era o original usado por Marilyn Monroe. Alguns alegaram que o vestido usado pela atriz em Os Homens Preferem as Loiras possuía uma faixa interna em feltro, para que o mesmo permanecesse rígido durante a coreografia, e o vendido no leilão não. William Travilla, citado em Dressing Marilyn de Andrew Hansford, declarou que "Além das duas costuras laterais, o vestido estava dobrado numa forma similar à papelão. Qualquer outra garota pareceria estar usando papelão, mas na tela, eu juro que você acharia que Marilyn estava usando uma pálida e fina peça de seda. Seu corpo era tão fabuloso que funcionou perfeitamente."

## Design
O vestido de cetim, desenhado por William Travilla, é um vestido rosa choque, longo, sem alças, com decote reto, braços descobertos e ombros largos, e fendas laterais. O vestido é decorado com um grande laço nas costas e uma fina alça, ambos no mesmo tom do vestido. O vestido era complementado por um par de luvas longas, que iam quase até os ombros, e muitas jóias e diamantes, em concordância com o assunto da canção que a atriz canta. O vestido é de cetim e em um tom de rosa muitas vezes identificado como "rosa choque".

## Impacto na cultura popular

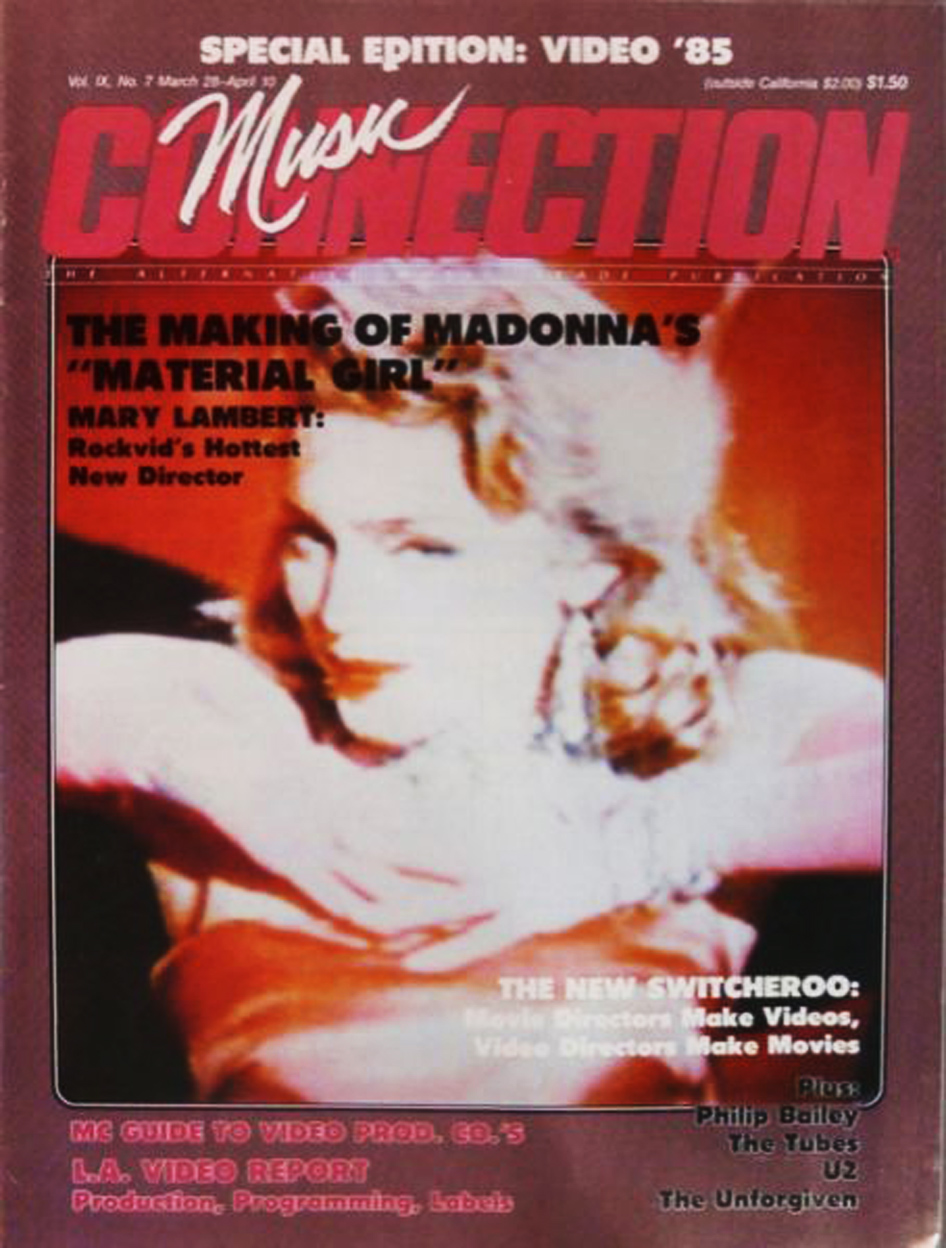
Madonna na capa da revista Music Connection mostrando sua versão do vestido.

Ao longo dos anos, o vestido rosa tornou-se um ícone da moda e do cinema, e, como seu vestido branco, é muitas vezes imitado e parodiado. Uma das mais famosas de todos é a representada pela cantora norte-americana Madonna no videoclipe de sua canção "Material Girl". A cantora mais tarde admitiu odiar o vestido, pois era difícil de usar durante a coreografia. Em 1990, Ayesha Walker (conhecida como Lorelei Lei por causa da personagem) casou-se na Igreja Healing Church, em Chatham, Inglaterra, usando uma réplica do vestido rosa.
Em um segmento intitulado "Material Girl", no video da Playboy de 1997, chamado Lobas Voluptuosas da Playboy, SaRenna Lee capitalizou sua semelhança com Marilyn Monroe, aparecendo em um vestido rosa feito para sua formas abundantes.
As artistas mexicanas Thalia e Aida Pierce ambas usaram vestidos cor-de-rosa choque semelhantes. Thalia usou uma réplica do vestido ao cantar "Diamonds are a Girl's Best Friend" na Espanha em 1991, e Pierce usou um vestido rosa semelhante em um episódio de 2001 de Humor ... los comediantes, como homenagem a Monroe (2001 teria sido o 75º aniversário de Monroe).
No jogo de computador The Sims: Superstar, lançado em 2003, o jogador pode ver o personagem de Marilyn Monroe, vestida com o mesmo famoso vestido rosa. Também foi produzido uma boneca Barbie da Mattel vestindo o vestido rosa de Monroe.
Em 2008, Paris Hilton prestou homenagem à atriz usando um vestido de cetim magenta, sem alças, semelhante ao de Marilyn Monroe, na prévia do filme The Hottie e Nottie. Em referência a Monroe, Paris Hilton havia dito em 2006: "Não há ninguém no mundo como eu. Acho que cada década tem seu próprio ícone loiro - como Marilyn Monroe ou a Princesa Diana - e neste momento, eu sou esse ícone".
Em 2015, um terno usado pelo primeiro ministro da Índia, Narendra Modi, leiloado por US$ 690 mil, foi comparado com o vestido rosa de Marilyn Monroe.
No terceiro episódio da segunda temporada da série de televisão americana Crazy Ex-Girlfriend, Rachel Bloom, como Rebecca Bunch, usa uma versão azul do vestido enquanto canta "The Math of Love Triangles".